# Haplochromis tweddlei
Haplochromis tweddlei é uma espécie de peixe da família Cichlidae.
Pode ser encontrada nos seguintes países: Malawi e Moçambique.
Os seus habitats naturais são: rios e lagos de água doce.